# Depot I von Velké Žernoseky
Das Depot I von Velké Žernoseky (auch Hortfund I von Velké Žernoseky) ist ein Depotfund der frühbronzezeitlichen Aunjetitzer Kultur aus Velké Žernoseky im Ústecký kraj, Tschechien. Es datiert in die Zeit zwischen 2000 und 1800 v. Chr. Das Depot befindet sich heute im Museum von Chomutov.

## Fundgeschichte
Das Depot wurde vor 1924 entdeckt. Die genaue Fundstelle und die Fundumstände sind unbekannt. Aus Velké Žernoseky stammen noch zwei Einzelfunde von Bronzegegenständen der Aunjetitzer Kultur sowie zwei weitere Depotfunde (II und III), die aber in die späte Bronzezeit datieren.

## Zusammensetzung
Das Depot besteht aus zwei bronzenen massiven Ovalringen. Sie waren in zweischaligen Gussformen gefertigt worden. Bei einem Exemplar hatte sich die Form leicht verschoben, beim anderen hatten sich beim Guss Luftblasen gebildet. Die Enden der Ringe sind gerippt. An den Innenseiten sind Gussnähte erkennbar.